# Sigiriya

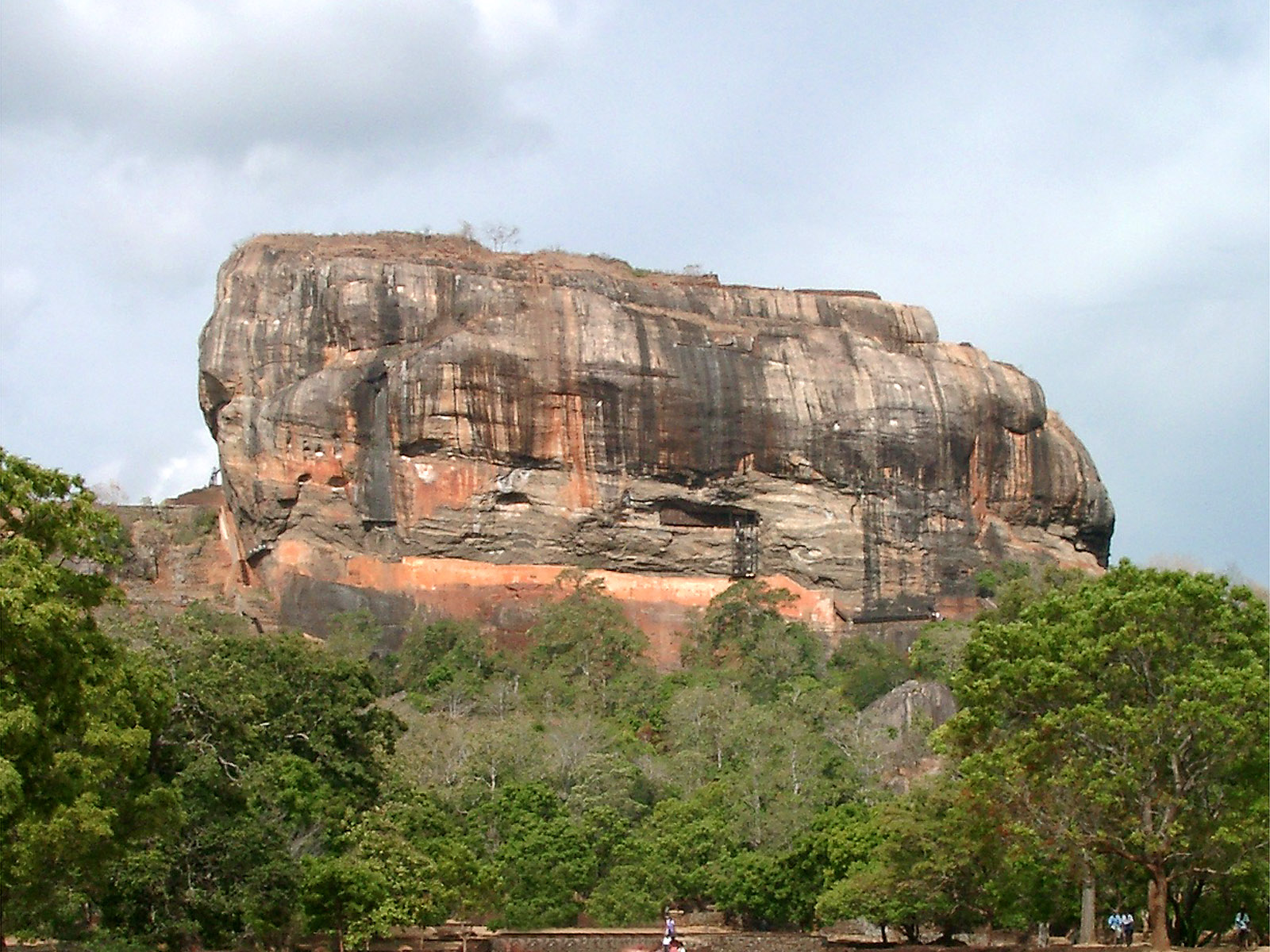
Sigiriya

Sigiriya (Lejonets berg) var en gång huvudstad i norra Sri Lanka. Idag återstår bara ruiner av det gamla palatset. Palatset uppfördes under kung Kasyapas regeringstid och är idag en av landets populäraste turistdestinationer.
1982 sattes den historiska staden Sigiriya och dess palats upp på Unescos Världsarvslista.

## Platsen
Sigiriyaberget är resterna av en magmaplugg från en sedan länge slocknad och eroderad vulkan. Berget ligger högt ovanför det omgivande låglandet, synligt flera kilometer bort i alla riktningar. Berget reser sig 380 meter och är tvärbrant på alla sidor. På många platser hänger det utanför foten. Det har en elliptisk form och en plan topp som sluttar gradvis ner längs ellipsen.

## Arkeologiska lämningar
Sigiriyaområdet består av lämningar av ett övre palats uppe på toppen av ett plant berg, en mellannivå med Lejonporten och spegelmuren med sina fresker, det lägre palatset som klamrar sig fast vid sluttningarna nedanför berget, och vallgravar, murar samt trädgårdar som sträcker sig några hundra meter bort från bergets fot.
Platsen är både ett palats och en fästning. Åtskilliga lämningar ger besökaren en slående insyn i genialiteten och kreativiteten hos dess byggare.
Det övre palatset på bergets topp har vattencisterner uthuggna i berget som än idag innehåller vatten. Vallgravarna och murarna som omger det lägre palatset är fortfarande underbart vackra.

## Historia
Sigiriya kan ha befolkats under förhistorisk tid. Bergets grottor användes som ett buddhistiskt munkkloster från omkring 200-talet f.Kr..
Palatset och dess trädgårdar uppfördes av Kasyapa 477-495 e.Kr. Efter Kasyapas död blev det åter ett klosterkomplex och var så fram till 1300-talet, då det övergavs. Ruinerna upptäcktes 1907 av brittiska upptäckaren John Still.

## Myter och Legender
Mahavamsa, de uråldriga historiska dokumenten om Sri Lanka, säger att kung Kasyapa var son till kung Dhatusena. Kasyapa mördade sin far genom att mura in honom levande och lade beslag på tronen som enligt successionsordningen tillhörde hans bror Mogallana. Mogallana flydde till Indien för att inte bli lönnmördad av Kasyapa, men lovade hämnd. I Indien byggde han upp en armé med målet att återvända och återta Sri Lankas tron. Kasyapa som visste att Mogallana en dag skulle återvända, lär ha byggt sitt palats på toppen av Sigiriya som en fästning och som ett nöjespalats. Mogallana återkom och förklarade krig. Under slaget övergav Kayapas arméer honom och han begick självmord genom att falla på sitt eget svärd. 
Krönikor och lokala historier säger att krigselefanten som Kasyapa satt på ändrade kurs för att få en bättre position i slaget. Armén misstolkade det som att kungen flydde och övergav därför honom. Efter slaget gjorde Mogallana åter Anuradapura till huvudstad och förvandlade Sigiriya till ett klosterkomplex.
Alternativa berättelser anger att det var kung Dhatusena som var den ursprungliga byggherren, och att Kasyapa avslutade arbetet för att hedra sin far. Andra berättelser anger Kasyapa som en playboy-kung, med Sigiriya som ett nöjespalats. Också Kasyapas öde är ovisst. I några versioner giftmördades han av en konkubin. I andra skar han av sig halsen i slutet av slaget.
Ytterligare tolkningar anger att allt är uppfört av en buddhistisk grupp, utan någon som helst militär funktion.

## En tur runt platsen

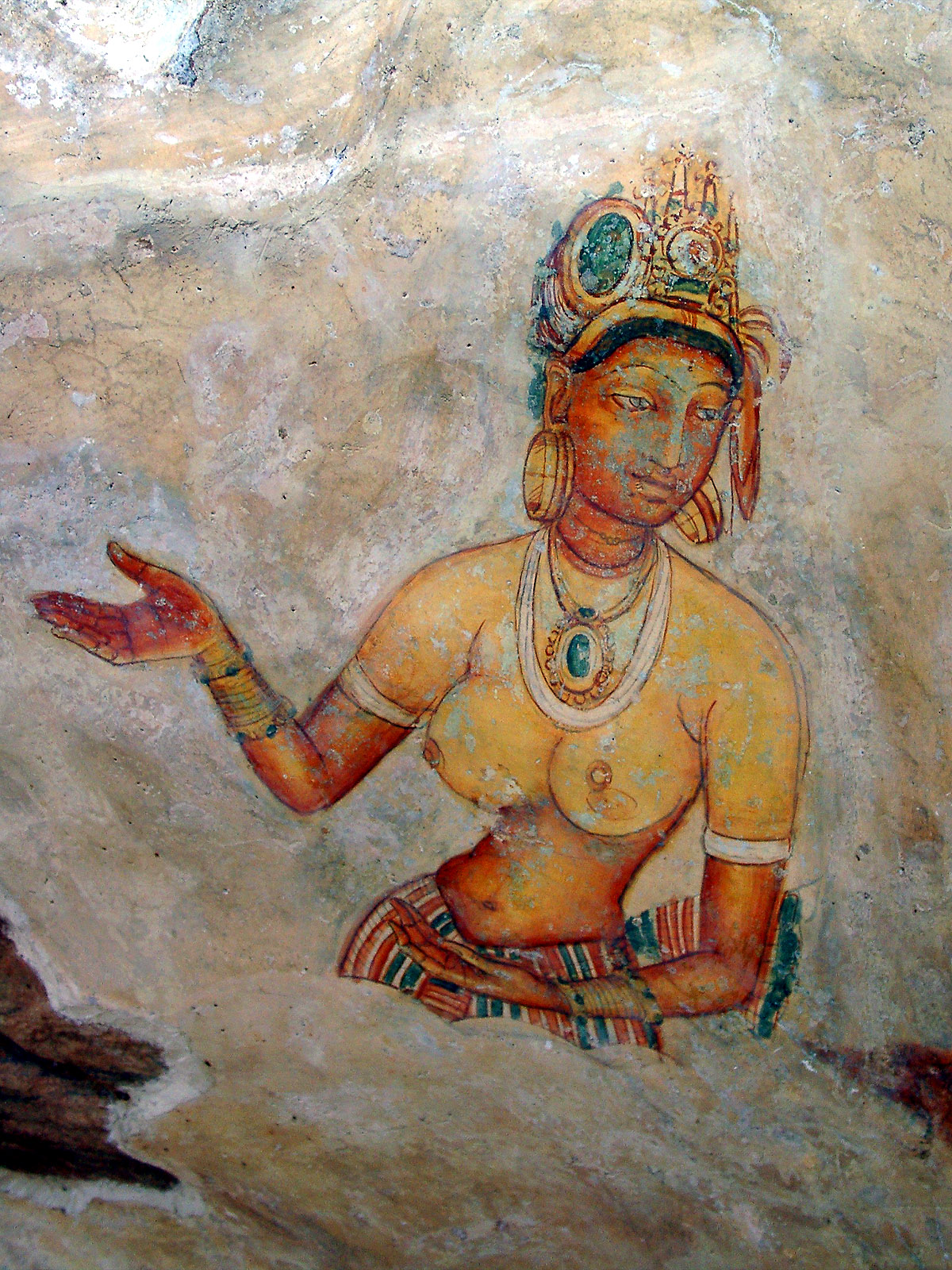
En fresk.

Besökare anländer till området utanför de yttre vallgravarna, och ser berget sticka upp bakom träden. Gångar genom komplexet av vallgravar och trädgårdar leder fram till sluttningens början. Stentrappor går upp för sluttningen till bergets fot, och vindlar vidare uppåt genom resterna av de lägre delarna av palatset, når en terrass som går sicksack längs kanten av ett stup. Berget ovanför denna terrass, känd som spegelväggen, var en gång prydda med fresker, arton är fortfarande synliga, men många har under årens lopp bleknat. Vid slutet av terrassen nedanför den högsta delen av berget öppnar sig terrassen och bildar en stor slottsgård.
Härifrån går klättringen till bergets topp via en modern järntrappa som går genom resterna av den ursprungliga tegelporten "Lejonporten", idag förfallen till två stora högar av tegelsten samt två lejontassar. Dessa är allt som återstår av ett stort huvud och fyra tassar tillhörande ett lejon, vars öppna mun en gång var entrén till det kungliga palatset. Vägen går vidare runt, över och uppför klipporna via en järntrappa, en ersättning för den ursprungliga tegeltrappan som försvann samtidigt som lejonhuvudet.
Trapporna slutar högst upp på berget, därifrån faller det övre palatset iväg neråt i svagt sluttande rader mot andra sidan av berget. Ruinerna av palatsbyggnaderna reser sig idag ungefär en halv meter ovanför bergets yta, men det som huggits ur i dess yta har klarat sig bättre, till exempel den kungliga tronen ovanför simbassängen som fortfarande finns kvar.